# 郑映梅
郑映梅（1879年—1946年），族名声华，又名祝三，是享譽潮乐的樂师。祖籍澄海程洋岗。十八岁时离开家乡，在南洋一带经商，并随其二兄声添学习古筝；后在新加坡师从沈步月，得其慢推、紧推、双推等技法；在东南亚与洪沛臣、陈子栗合称“音乐三友” 。

## 經歷
在新加坡期间，郑映梅曾有机会与洪沛臣同船前往泰国，在途中一个多月的时间里，向洪沛臣学习古琴、琵琶指法，除技艺得到洪沛臣的传授外，还得到古琴一架、以及琴谱和琵琶乐谱，自此略得古琴、琵琶门径。郑映梅先生的这些经历全部写于他的乐谱自序之中。在他的自序中，他还写到，“余自此得与洪、陈二君会乐，常以琵琶，三弦，筝合奏古调，---每弹至入神，确有妙处，实与寻常乐谱，大有天渊之别。”指的是郑映梅、洪沛臣、陈子栗三人经常以琵琶，三弦，筝进行合奏，他们这种演奏形式在当时的潮州音乐演奏及程式上是一大突破。经过时间的磨合，音乐界同行的认可，如今这种演奏已经成为潮州音乐的一个种类，就是潮州细乐。
郑映梅早年曾化名“郑祝三”参加孙中山先生革命同盟会，捐款并协助孙中山募集资金，支持辛亥革命。

## 晚年
郑映梅晚年回归故里，在其故居建造“养竹山房”乐馆，弘扬潮州音乐，并课徒授艺，其弟子包括杨广泉、陈愈昌、蔡远涛等。与此同时，郑映梅将生平心得筝法及洪沛臣琵琶指句、陈子栗三弦特句汇集成《养竹山房秦筝乐谱》，又先后编集《养竹山房潮音乐谱》、《养竹山房外江乐谱》 。潮州音乐曲目的分类，是从郑映梅先生开始的，这是他对潮州音乐的贡献，这也是潮州音乐的第一份最完整乐谱。潮州音乐自宋代起就有文字记载，但乐谱则很罕见。郑映梅先生在继承和弘扬潮州音乐方面做出了重大贡献，为后人留下了一份丰富的音乐财富和音乐物质遗产。